# Culdesac (città)
Culdesac è una città (city) degli Stati Uniti d'America, situata nella contea di Nez Perce, nello Stato dell'Idaho.